# Mia madre (miniserie televisiva)
Mia madre è una miniserie televisiva in due puntate trasmessa su Rai 1 il 14 e il 16 novembre 2010 in prima serata.

## Trama
La storia racconta l'avventura di una famiglia, composta da Nunzia, Uccio e dai loro tre bambini che vivono a Cisternino (anche se molte scene sono state girate ad Ostuni), fino a quando il capofamiglia decide di trasferirsi a fare l'operaio alla FIAT a Torino, lasciando invece figli e moglie in Puglia. Nunzia trova lavoro in un bar e un giorno riceve l'incarico di portare il pranzo al cantiere e grazie all'intervento di due passanti riesce a salvarsi dal tentato stupro di due operai dello stesso cantiere. Ben presto però la donna decide di trasferirsi con i figli a Torino per raggiungere il marito. Lì la vita della famiglia non è rosea come si sperava, e inizialmente, dato il costo eccessivo degli affitti, viene ospitata dalla famiglia di un operaio, anch'essa emigrata dal sud. 
Successivamente però Nunzia decide di vendere il suo amato corredo (che la madre le aveva cucito prima di morire) per affittare l'alloggio proposto da un droghiere. Intanto Nunzia fa amicizia con la giovane Tina, la figlia dei coniugi che li avevano ospitati, arrivando a coprirla per una sera durante la quale viene stuprata da tre uomini, tra cui il droghiere. Tina decide di denunciarli, ma anche con la testimonianza di Nunzia i tre uomini vengono assolti per mancanza di testimoni. La famiglia di Tina è costretta a trasferirsi e Nunzia non rivedrà mai più Tina.
Il droghiere sfratta la famiglia dall'alloggio che si trasferisce a Porta Palazzo. Dopo alcuni mesi la situazione della famiglia sembra essersi finalmente assestata grazie alla promozione di Uccio, ma un giorno rimane schiacciato da una pressa nel tentativo di salvare un collega. Nunzia decide, spinta dalla dirigenza FIAT, di accettare l'impiego del marito e, quando avrà la maggiore età, un lavoro per il figlio più grande.
Il tempo passa. Il figlio maggiore scopre la propria omosessualità, la figlia Lucia non è più sicura di voler continuare gli studi di Legge e Giuseppe frequenta una compagnia criminale. Nel 1980 Nunzia partecipa alle lotte operaie e si innamora di Mario, sindacalista e suo collega. Dopo un furto, Giuseppe conosce il giornalista Santamaria (che sposa anche sua sorella Lucia) che lo porta al successo. Il film si conclude a Cisternino. I ragazzi sono cresciuti, Giacomo sta insieme al ragazzo che ama, Giuseppe è diventato un rinomato giornalista, la sorella Lucia ha avuto due figli da Santamaria e Nunzia sembra aver ritrovato finalmente la felicità con Mario.

## Ascolti
| Puntata | Data             | Telespettatori | Share  |
| ------- | ---------------- | -------------- | ------ |
| 1       | 14 novembre 2010 | 6.264.000      | 22,92% |
| 2       | 16 novembre 2010 | 6.868.000      | 23,55% |